# Fattore di crescita degli epatociti
Il fattore di crescita degli epatociti, abbreviato HGF (dall'inglese hepatocyte growth factor), è una glicoproteina eterodimerica composta da una catena alfa e una catena beta unite da legami disolfuro. Il suo recettore noto come Met è dotato di attività tirosin-chinasica ed è nota la sua controparte oncogenica: Tpr-Met. Gli è attribuito un ruolo importante nella genesi del sarcoma di Kaposi. Fa parte dei fattori angiogenetici ad azione diretta attivi nella vascolarizzazione dei tumori umani. Si comporta come un potente mitogeno per epatociti maturi, ma ha anche un effetto proliferativo su numerose cellule epiteliali. Inoltre è in grado di causare una transizione epitelio-mesenchimale, promuovendo la rottura delle giunzioni cellulari e stimolando la motilità della cellula.